# Bakerella collapsa
Bakerella collapsa là một loài thực vật có hoa trong họ Loranthaceae. Loài này được (Lecomte) Balle mô tả khoa học đầu tiên năm 1964.